# Стрільба із закритих позицій

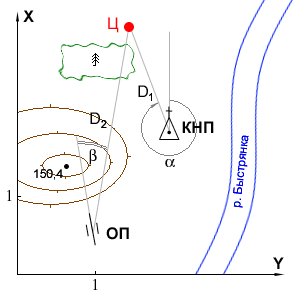
Рис. 1

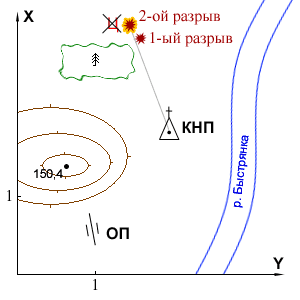
Рис. 2

Стрільба з закритих позицій — ведення артилерійського вогню по цілях, які не перебувають у прямій видимості з вогневої позиції. Прямою протилежністю їй є стрільба прямим наведенням, коли стрілець гармати бачить ціль, розриви й особисто веде коригування вогню.

## Історія
Уперше стрільба із закритих позицій застосовувалася в Кримській війні 1853—1856 рр., коли через гористий рельєф місцевості й порохове задимлення стало неможливо пряме спостереження цілей. Тоді це були прості голосові команди від спостерігачів артилеристам — «узяти лівіше», «недоліт» тощо. Згодом розвиток цього методу стрільби будувався на активному залученні математики для вдосконалення методик спостереження і розрахунків.
У роки Російсько-японської війни японці активно використовували цей метод ведення вогню.

## Особливості
При стрільбі із закритих позицій стеження за результатами вогню ведеться або візуально з командно-спостережного пункту (КСП) або літального апарата, або за допомогою технічних засобів розвідки (радар, на кшталт СНАР чи АРСОМ, підрозділ звукової розвідки тощо). Координати виявлених або нерухомих цілей визначаються заздалегідь (фортифікації, населені пункти, танконебезпечні напрямки), а для мобільних вказуються щодо КНП у полярній системі координат.
На рисунку 1 наведена схематизована топографічна мапа місцевості, що ілюструє таку ситуацію: ціль Ц (мінометна батарея противника) загороджена від прямого спостереження з вогневої позиції схилом висоти 150,4 і хвойним лісом, тому спостереження ведеться з ВПП на рівнинній ділянці, звідки добре видно ціль. За допомогою бусолі і далекоміра визначаються дальність D1 = 1500 м і дирекційний кут α ≈ 56-56.
Телефоном, радіо або сигнальними прапорцями ця інформація передається обчислювальному відділенню, якщо воно не є безпосередньо на КСП. Артилерист-обчислювач, знаючи координати цілі, КСП та ВП розраховує дальність D2 і доворот від основного напрямку стрільби β для своїх гармат (для прикладу на Рис. 1 D2 = 2700 м, β ≈ 3–40); із таблиць стрільби враховує поправки на метеоумови, знос стволів, температуру боєприпасів, і в підсумку отримує установки прицілу і детонаторів. Вихідні дані повідомляються навідникові і заряджальнику гармати для ведення вогню. Ця задача може вирішуватися з використанням ЕОМ, мікрокалькуляторів, приладу управління вогнем або ж аналітично.
Якщо першим залпом ціль не уражена, то далекомірник і спостерігач на КСП повідомляють, наскільки розриви відхилилися по фронту, глибині і, якщо потрібно, по висоті. Наприклад, недоліт 200, вправо 50 (Рис. 2). Ця інформація повідомляється обчислювальному відділенню і воно, використовуючи прилад керування вогнем (ПКО) або ЕОМ, повідомляє скориговані установки розрахункам гармат. У разі промаху проводиться повторне коректування; при влучанні починається стрільба на ураження.